# الحسين الحسن محمد
الحسين بن الحسن بن محمد، (1934 - 26 فبراير 2003) هو قانوني وأديب و شاعر سوداني.

## حياته العلمية والمهنية
ولد في مدينة النهود بشمال كردفان في نوفمبر 1934 وتلقى تعليمه الأول بها،. درس المرحلة الثانوية بمدرسة «خور طقت». تخرج في كلية الحقوق بجامعة الخرطوم بدرجة الشرف في أبريل 1960. عمل بالقضاء حتى 1966 وبالمحاماة حتى 1968. عمل مستشاراً قانونياً بوزارة العدل السودانية عامي 1968 و 1969. حصل على الماجستير من Kings College في لندن عام 1974. عين ضابطاً بالقضاء العسكري بقوات الشعب المسلحة وعمل مديراً للقضاء العسكري من 1975 وحتى 1981 حيث تقاعد برتبة لواء (حقوقي).
مثّلَ السودان في كثير من المؤتمرات الإقليمية والدولية. اختير رئيساً لمجلس إدارة دار الصحافة للطباعة والنشر في مايو 1981 وظل بها حتى أبريل 1984. كان أحد رئيسي تحرير مجلة (الوادي) السودانية المصرية التي كانت تصدر عن دار الصحافة بالسودان ودار روز اليوسف بمصر.
عمل مستشاراً قانونياً لغرفة تجارة وصناعة سلطنة عمان من أبريل 1984 حتى أبريل 1986. عمل مستشاراً قانونياً لوزارة الري وموارد المياه بسلطنة عمان من 1991 حتى 1994.

## وفاته
توفي بالخرطوم في 26 فبراير 2003.